# Fransérgio Rodrigues Barbosa
Fransérgio Rodrigues Barbosa, noto semplicemente come Fransérgio (Rondonópolis, 18 novembre 1990), è un calciatore brasiliano, centrocampista dell'Operário-PR.

## Caratteristiche tecniche
È un centrocampista centrale.

## Carriera
Cresciuto nelle giovanili dell'Atlético Paranaense, debutta in prima squadra il 13 giugno 2009 nel match vinto 1-0 contro lo Sport Recife.
Nel 2014 approda in Europa firmando un contratto con i portoghesi del Marítimo.

## Statistiche

### Presenze e reti nei club
Statistiche aggiornate al 13 dicembre 2020.
| Stagione                   | Squadra                    | Campionato                 | Campionato | Campionato | Coppe nazionali | Coppe nazionali | Coppe nazionali | Coppe continentali | Coppe continentali | Coppe continentali | Altre coppe | Altre coppe | Altre coppe | Totale | Totale |
| Stagione                   | Squadra                    | Comp                       | Pres       | Reti       | Comp            | Pres            | Reti            | Comp               | Pres               | Reti               | Comp        | Pres        | Reti        | Pres   | Reti   |
| -------------------------- | -------------------------- | -------------------------- | ---------- | ---------- | --------------- | --------------- | --------------- | ------------------ | ------------------ | ------------------ | ----------- | ----------- | ----------- | ------ | ------ |
| 2009                       | Athl. Paranaense           | A+PAR                      | 10+0       | 0          | CB              | 1               | 0               | CS                 | 1                  | 0                  |             | -           | -           | 12     | 0      |
| 2010                       | Athl. Paranaense           | A+PAR                      | 4+0        | 0          | CB              | 1               | 0               |                    | -                  | -                  |             | -           | -           | 5      | 0      |
| 2011                       | Paraná                     | A+PAR                      | 3+0        | 0          | CB              | 0               | 0               |                    | -                  | -                  |             | -           | -           | 0      | 0      |
| 2011                       | Athl. Paranaense           | A+PAR                      | 9+10       | 1          | CB              | 1               | 0               | CS                 | 2                  | 0                  |             | -           | -           | 22     | 1      |
| Totale Atletico Paranaense | Totale Atletico Paranaense | Totale Atletico Paranaense | 33         | 1          |                 | 3               | 0               |                    | 3                  | 0                  |             | -           | -           | 39     | 1      |
| 2012                       | Internacional              | A+GAU                      | 0+2        | 0          | CB              | 0               | 0               | CL                 | 0                  | 0                  |             | -           | -           | 2      | 0      |
| 2012                       | Criciúma                   | A+CAT                      | 30+0       | 2          | CB              | 0               | 0               |                    | -                  | -                  |             | -           | -           | 30     | 2      |
| 2013                       | Ceará                      | A+CEA                      | 2+0        | 0          | CB              | 0               | 0               |                    | -                  | -                  |             | -           | -           | 2      | 0      |
| 2013                       | Guaratinguetá              | A+PAU                      | 15+0       | 1+0        | CB              | 0               | 0               |                    | -                  | -                  |             | -           | -           | 15     | 1      |
| gen.-giu. 2014             | Marítimo                   | PL                         | 7          | 1          | TP+TL           | 0               | 0               |                    | -                  | -                  |             | -           | -           | 7      | 1      |
| 2014-2015                  | Marítimo                   | PL                         | 28         | 4          | TP+TL           | 3+4             | 0               |                    | -                  | -                  |             | -           | -           | 35     | 4      |
| 2015-2016                  | Marítimo                   | PL                         | 31         | 5          | TP+TL           | 1+6             | 0+3             |                    | -                  | -                  |             | -           | -           | 38     | 8      |
| 2016-2017                  | Marítimo                   | PL                         | 30         | 4          | TP+TL           | 1+4             | 0               |                    | -                  | -                  |             | -           | -           | 35     | 4      |
| Totale Maritimo            | Totale Maritimo            | Totale Maritimo            | 96         | 14         |                 | 19              | 3               |                    | -                  | -                  |             | -           | -           | 115    | 17     |
| 2017-2018                  | Braga                      | PL                         | 12         | 1          | TP+TL           | 1+2             | 0               | UEL                | 9                  | 4                  |             | -           | -           | 24     | 5      |
| 2018-2019                  | Braga                      | PL                         | 26         | 2          | TP+TL           | 3+3             | 0               | UEL                | 2                  | 0                  |             | -           | -           | 34     | 2      |
| 2019-2020                  | Braga                      | PL                         | 26         | 4          | TP+TL           | 2+2             | 1               | UEL                | 10                 | 2                  |             | -           | -           | 40     | 7      |
| 2020-2021                  | Braga                      | PL                         | 30         | 6          | TP+TL           | 4+3             | 1+0             | UEL                | 7                  | 1                  |             | -           | -           | 44     | 8      |
| ago. 2021                  | Braga                      | PL                         | 2          | 0          | TP+TL           | 0+0             | 0+0             | UEL                | 0                  | 0                  | SP          | 1           | 1           | 3      | 1      |
| Totale Braga               | Totale Braga               | Totale Braga               | 96         | 13         |                 | 20              | 2               |                    | 28                 | 7                  |             | 1           | 1           | 145    | 23     |
| 2021-2022                  | Bordeaux                   | L1                         | 26         | 0          | CF              | 1               | 0               |                    | -                  | -                  |             | -           | -           | 27     | 0      |
| 2022-2023                  | Bordeaux                   | L2                         | 31         | 4          | CF              | 1               | 0               |                    | -                  | -                  |             | -           | -           | 32     | 4      |
| Totale Bordeaux            | Totale Bordeaux            | Totale Bordeaux            | 57         | 4          |                 | 2               | 0               |                    | -                  | -                  |             | -           | -           | 59     | 4      |
| Totale carriera            | Totale carriera            | Totale carriera            | 334        | 35         |                 | 44              | 5               |                    | 31                 | 7                  |             | 1           | 1           | 410    | 48     |

## Palmarès

### Competizioni statali
- Campionato Paranaense: 1

Atlético Paranaense: 2009
- Campionato Gaúcho: 1

Internacional: 2012
- Campeonato Paranaense: 1

Operario: 2025

### Competizioni nazionali
- Coppa di Lega portoghese: 1

Braga: 2019-2020
- Coppa del Portogallo: 1

Braga: 2020-2021